# James Cleverly
James Spencer Cleverly (* 4. září 1969) je britský konzervativní politik, v letech 2022–2023 ministr zahraničních věcí Spojeného království ve vládách Liz Trussové a Rishiho Sunaka a poté mezi roky 2023–2024 ministr vnitra Spojeného království v Sunakově kabinetu.
V parlamentních volbách 2015 byl zvolen poslancem za obvod Braintree, znovuzvolen pak v předčasných volbách v roce 2017. V letech 2019–2020 byl předsedou britské Konzervativní strany a mezi roky 2018–2019 jejím místopředsedou. Od července do září 2022 zastával úřad státního tajemníka pro oblast školství.

## Mládí a vzdělání
Cleverly se narodil v nemocnici University Hospital Lewisham v jihovýchodním Londýně britskému otci a matce ze Sierry Leone.
Vzdělával se na soukromých školách Riverston School a Colfe's School, obě v Londýně.
Po krátkém působení v britské armádě (zkráceno kvůli zranění), získal bakalářský titul v oboru pohostinství na Thames Valley University.
Před svým zvolením pracoval v oboru tištěných a digitálních časopisů.